# Ciocârlan
Ciocârlanul (Galerida cristata) este o pasăre cântătoare mică din familia Alaudidae, larg răspândit în Eurasia și în nordul Africii.

## Taxonomie
Ciocârlanul a fost una dintre numeroasele specii descrise inițial de Carl Linnaeus în ediția a 10-a a Systema Naturae din 1758. A fost clasificat în genul Alauda până când naturalistul german Friedrich Boie l-a plasat în noul gen Galerida în 1821. Colin Harrison a recomandat gruparea membrilor Galerida și Lullula înapoi în Alauda în 1865 din cauza lipsei de caracteristici definitorii. Numele științific actual este derivat din latină. Galerida era numele pentru o ciocârlie moțată, de la galerum, „pălărie, șapcă din piele”, iar cristata înseamnă „crestat”.
În prezent sunt recunoscute 33 de subspecii.

## Galerie

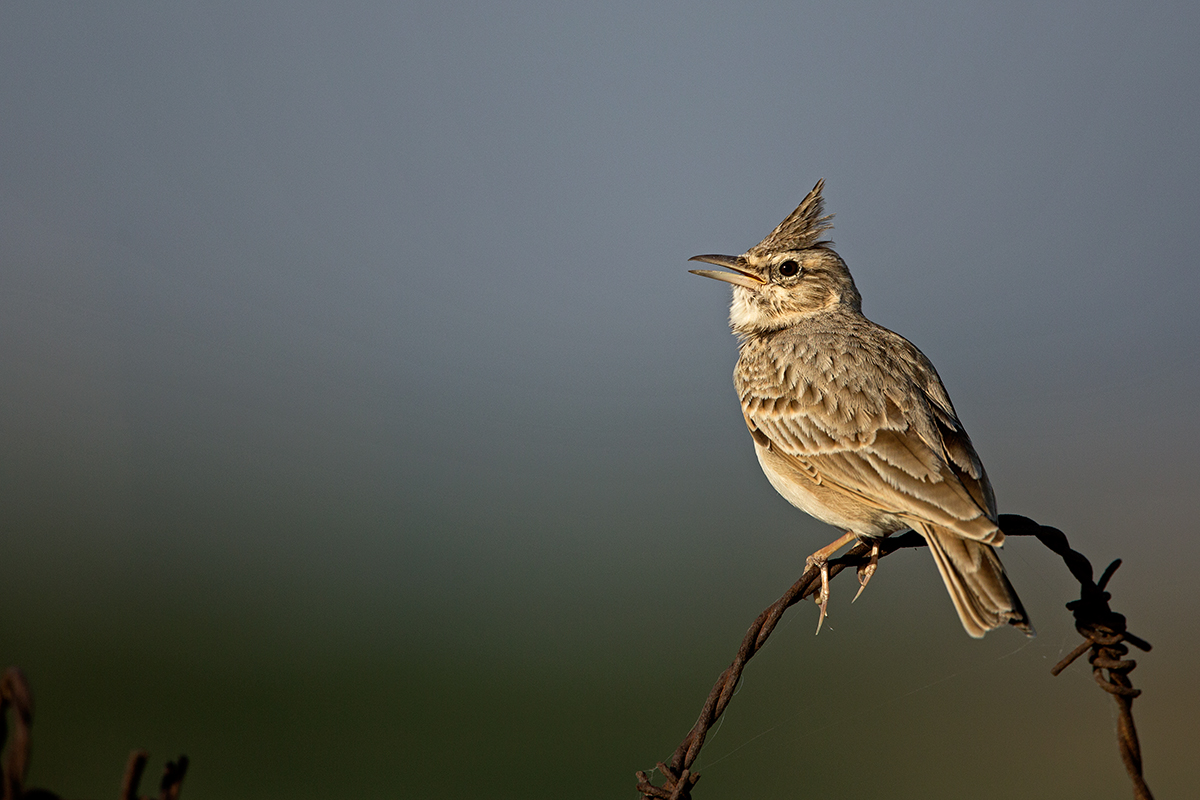
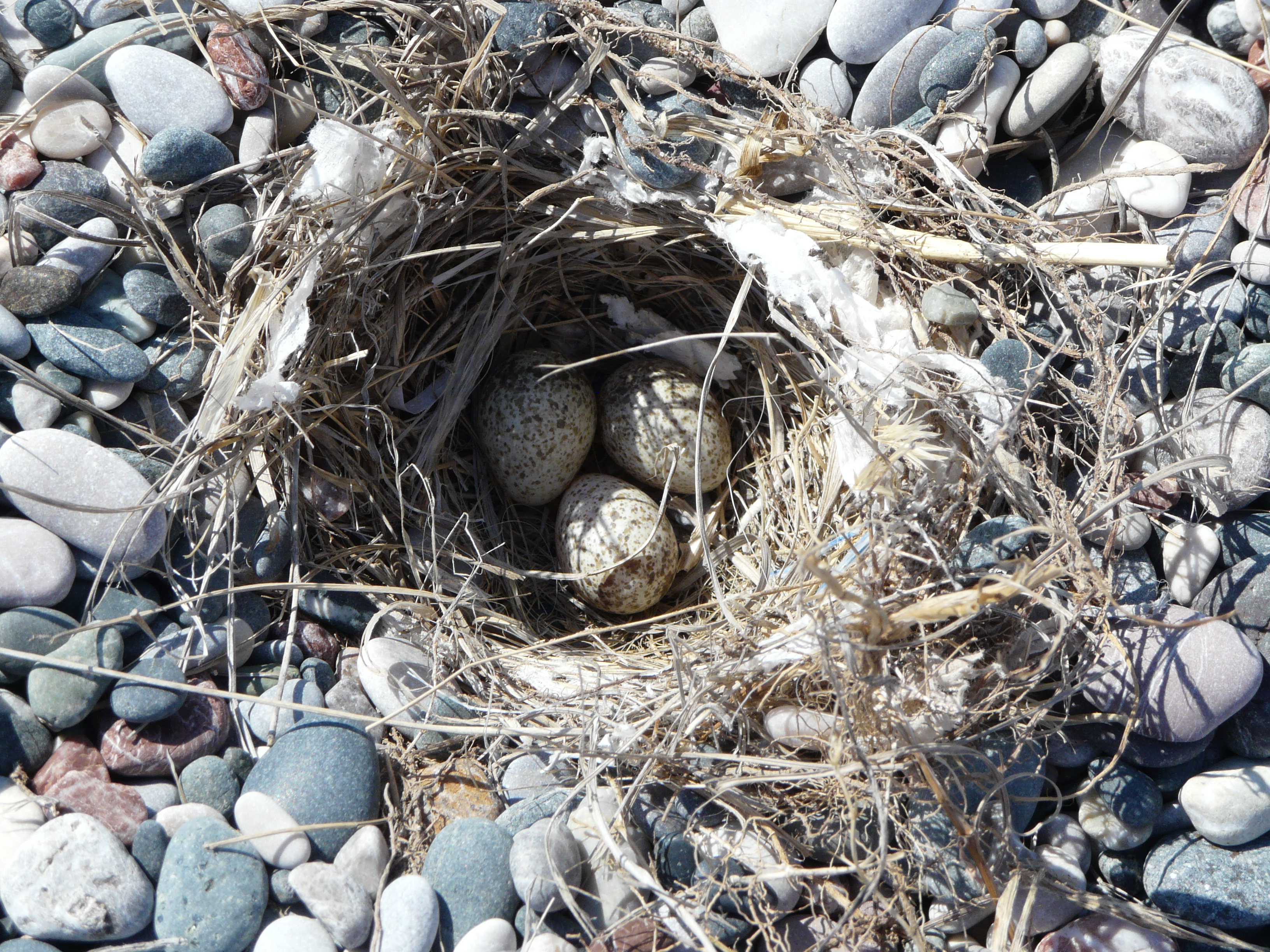
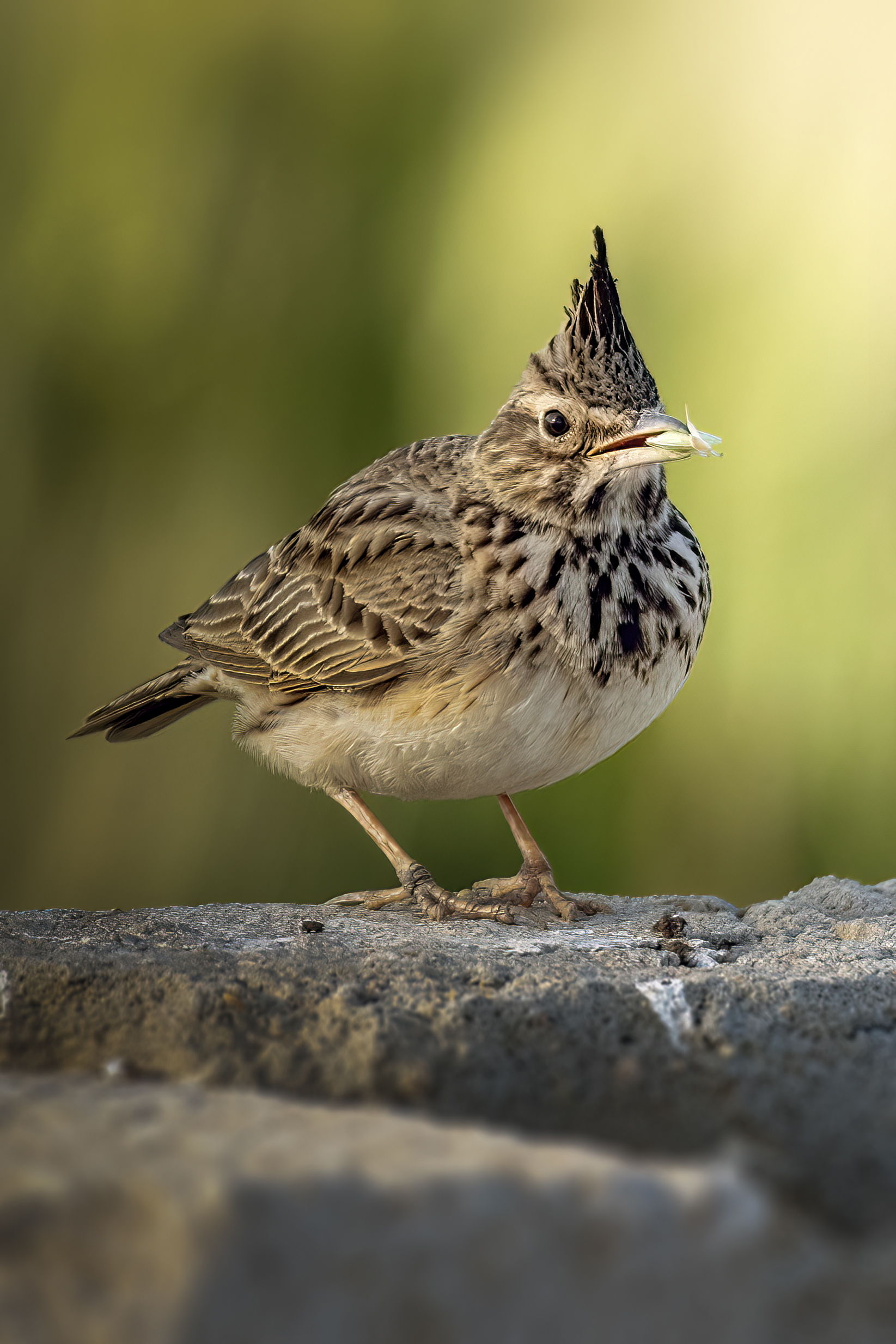
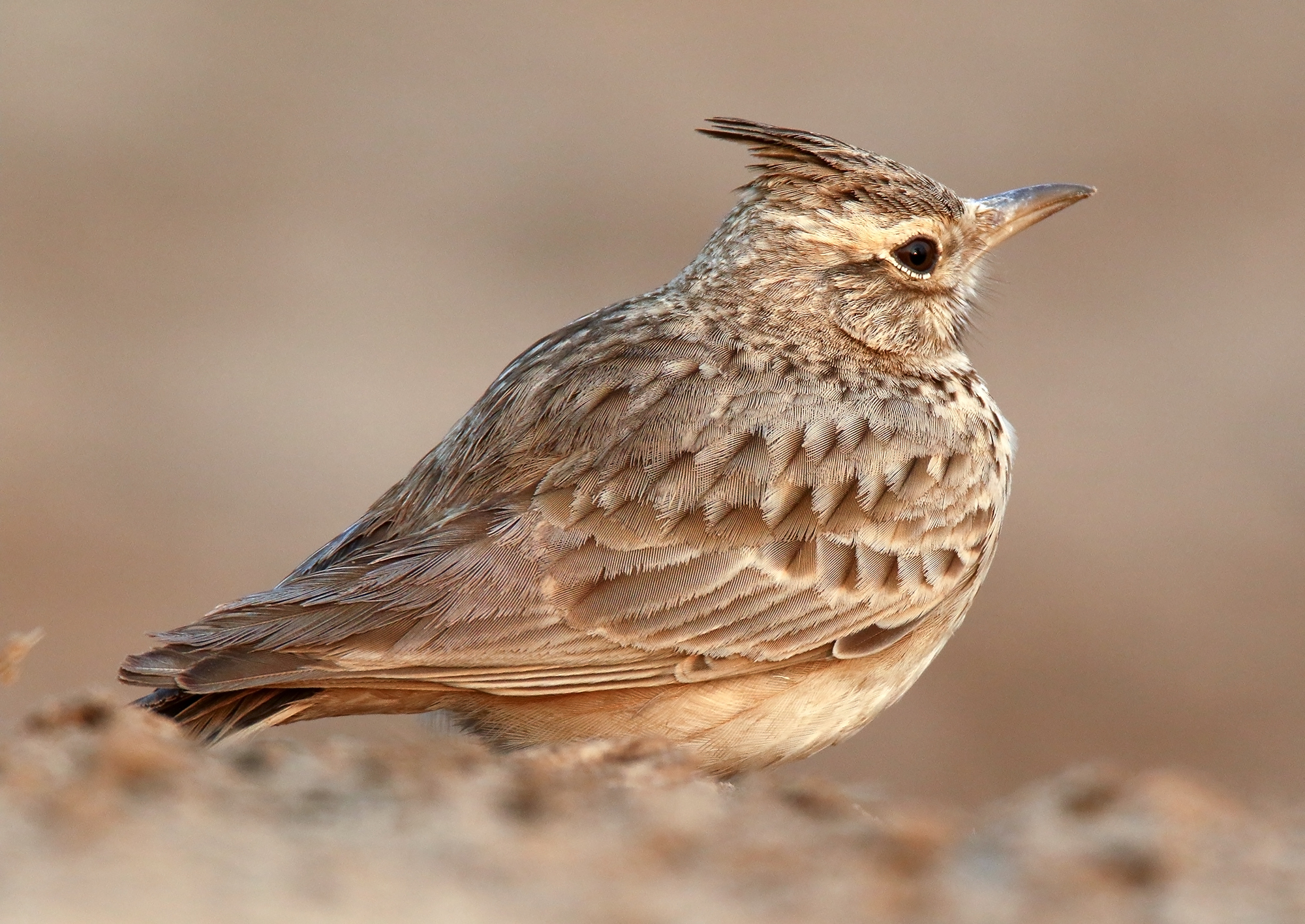
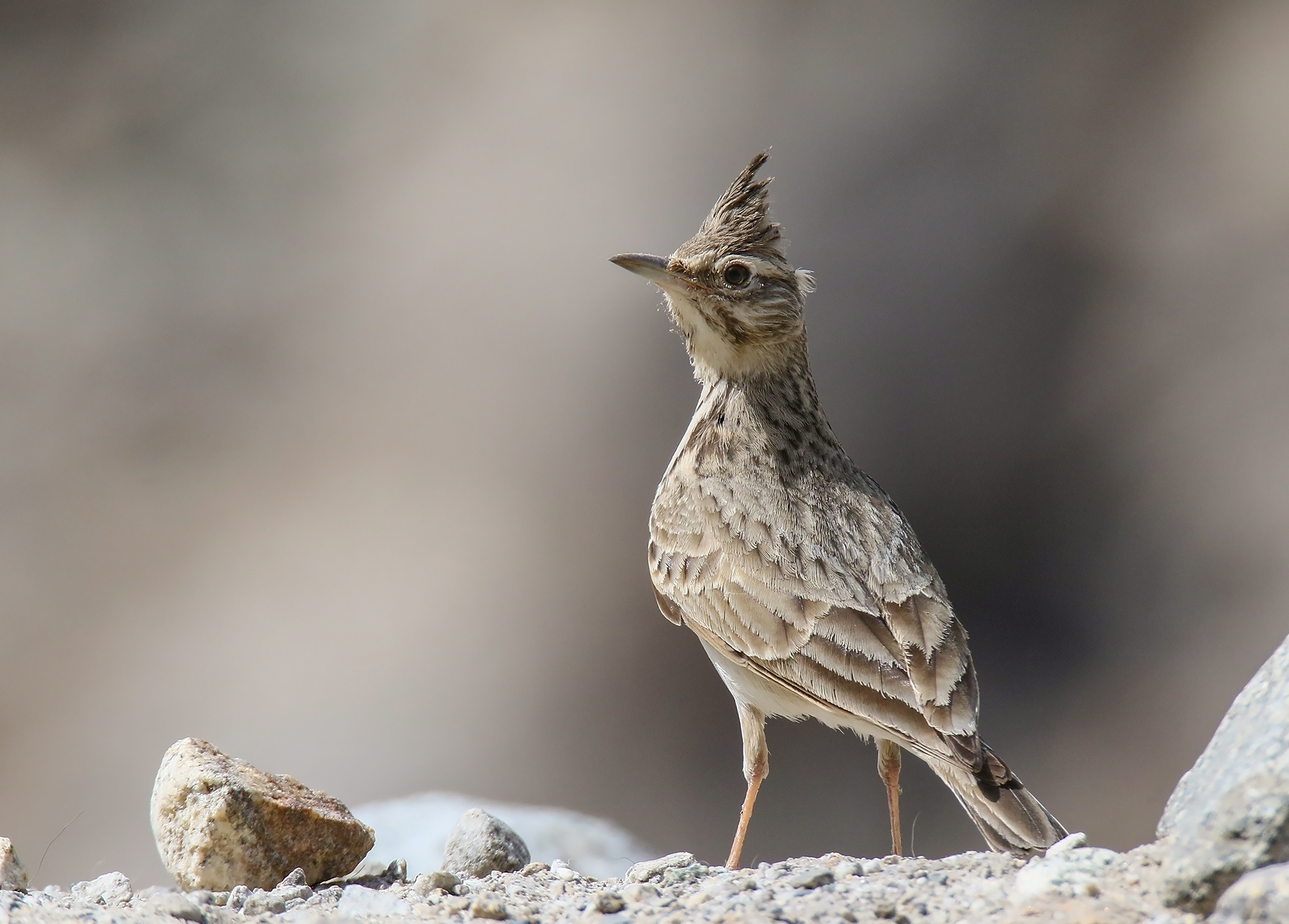
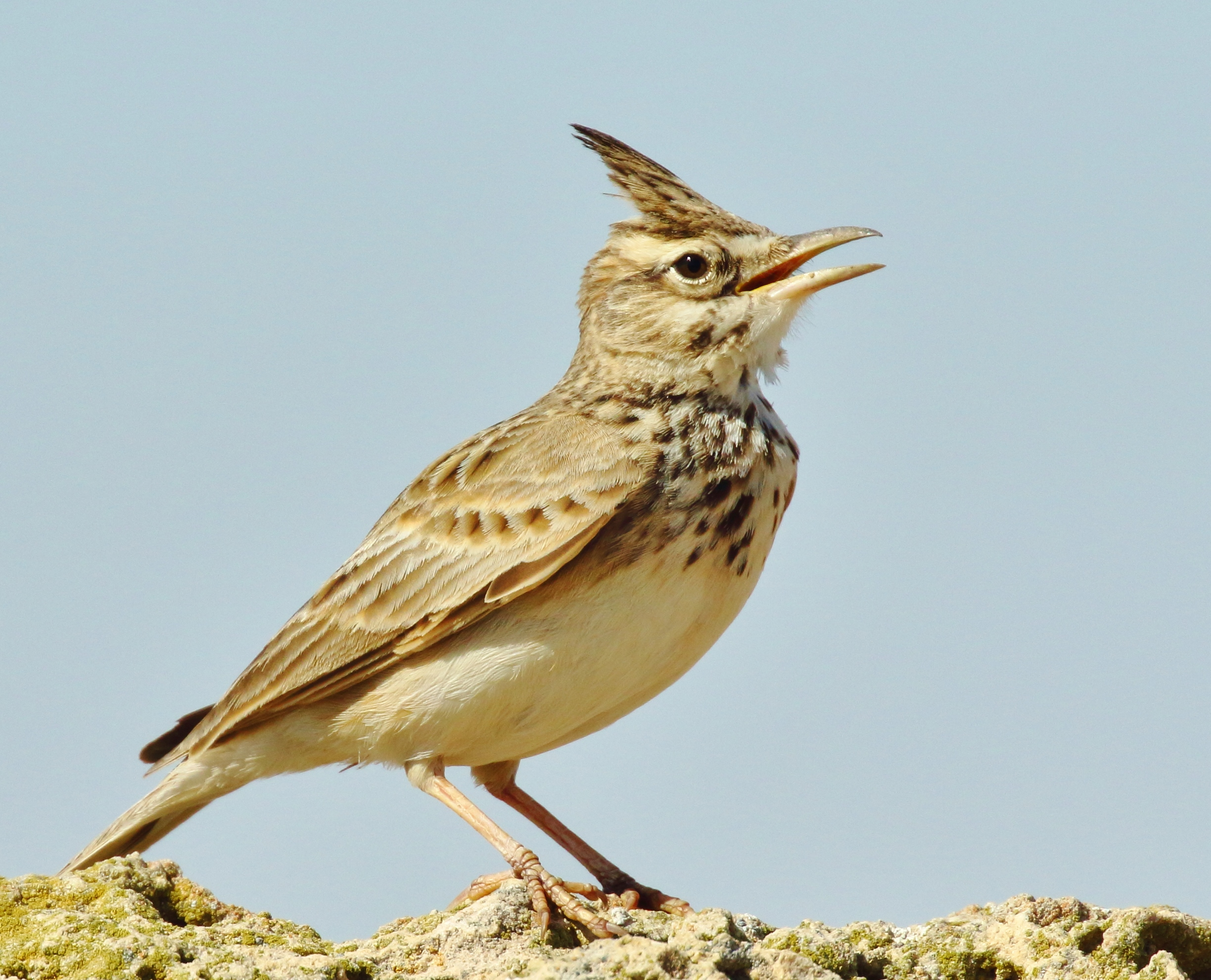